# Dingji, Jiangsu
Dingji (kinesiska: 丁集, 丁集镇) är en köping i Kina. Den ligger i provinsen Jiangsu, i den östra delen av landet, omkring 180 kilometer norr om provinshuvudstaden Nanjing. Antalet invånare är 28586. Befolkningen består av 14 203 kvinnor och 14 383 män. Barn under 15 år utgör 17,0 %, vuxna 15-64 år 71 %, och äldre över 65 år 10,0 %.
Genomsnittlig årsnederbörd är 1 080 millimeter. Den regnigaste månaden är juli, med i genomsnitt 229 mm nederbörd, och den torraste är januari, med 19 mm nederbörd.